# Hilde Mikulicz
Hilde Mikulicz, auch Hilde Mikulicz-Radecki, (3. Oktober 1922 in Kiel – 2. September 1997 in Feldafing) war eine österreichische Theater- und Filmschauspielerin.
1948 rührte sie  als Gretchen gegenüber Ewald Balsers Faust selbst Kritiker, die im Gegensatz zum Publikum  dessen Nachkriegs-Neuinszenierung des Burgtheaters im Ronacher eher ablehnten, 1949  verkörperte sie im österreichischen Heimatfilm Das Siegel Gottes nach der gleichnamigen Novelle von Peter Rosegger die weibliche Hauptrolle. Von 1955 bis 1959 spielte sie – im Jedermann der Salzburger Festspiele – die Guten Werke. Anlässlich der Wiedereröffnung des Wiener Burgtheaters trat sie 1955 an der Seite von Oskar Werner in Schillers Don Carlos auf. 1956 wirkte sie als Felicia in der Uraufführung von Hauptmanns Magnus Garbe. Tragödie am Düsseldorfer Schauspielhaus in der Regie von Karl-Heinz Stroux mit. 1987 spielte sie für einen Fernsehfilm des ORF Das Fräulein von Scuderi.
Sie war mit dem Schauspieler Alexander Trojan verheiratet.

## Filmografie
- 1947: Macht im Dunkel
- 1949: Das Siegel Gottes
- 1950: Salzburg
- 1955: Götz von Berlichingen
- 1958: Blick zurück im Zorn
- 1959: Land, das meine Sprache spricht
- 1966: Der Neger
- 1970: Triumph des Todes oder Das große Massakerspiel (Fernsehserie)
- 1981: Das Käthchen von Heilbronn oder Die Feuerprobe

## Hörspiele (Auswahl)
- 1962: Graham Greene Ein ausgebrannter Fall (Marie Rycker) – Regie: Oswald Döpke (Hörspielbearbeitung – WDR/SWF/SFB)
- 1967: Yasushi Inoue: Das Jagdgewehr – Bearbeitung und Regie: Klaus Gmeiner (Hörspielbearbeitung – ORF Salzburg)
- 1981: Jannis Ritsos: Schreie der Bitterkeit – Regie: Ferry Bauer (Hörspiel – ORF Oberösterreich)

Quellen: ARD-Hörspieldatenbank und Ö1-Hörspieldatenbank